# 中野春郊
中野 春郊（なかの しゅんこう、生没年不詳）とは明治時代の口絵画家。

## 来歴
山元春挙の門人。本名は中野弘毅。江州の人。明治26年（1893年）から明治36年（1903年）にかけて、江見水蔭、幸田露伴、末広鉄腸、村上浪六、福地桜痴など重要な作家の木版口絵を手がけているが、詳しい経歴は未詳である。

## 作品
- 「流逆浪」 如燕作 日吉堂版 明治26年
- 「桃川十八講談」二枚 燕林作 文事堂版 明治26年
- 「朝嵐」 江見水蔭作 嵩山堂版 明治28年
- 「女の顔切」 江見水蔭、関戸浩園作 嵩山堂版 明治28年
- 「風流微塵蔵ささ舟」 幸田露伴作 嵩山堂版 明治28年
- 「風流微塵蔵きくの浜松」 幸田露伴作 嵩山堂版 明治28年
- 「風流微塵蔵ひとり寝」 幸田露伴作 嵩山堂版 明治28年
- 「戦後の日本」前 末広鉄腸作 嵩山堂版 明治28年
- 「草枕」前後 村上浪六作 嵩山堂版 明治28年
- 「海賊」 村上浪六作 嵩山堂版 明治28年
- 「後の海賊」 村上浪六作 嵩山堂版 明治28年
- 「魚屋助左衛門」 村上浪六作 嵩山堂版 明治28年
- 「古賀市」 村上浪六作 嵩山堂版 明治28年
- 「花車」 村上浪六作 嵩山堂版 明治29年
- 「涙の種」 旭南作 一二三館版 明治29年
- 「遠山霞」 江見水蔭作 嵩山堂版 明治29年
- 「葵御紋」 福地桜痴作 一二三館版 明治29年
- 「ふところ鏡」 山岸荷葉作 金港堂版 明治36年